# Peugeot RCZ
Peugeot RCZ — компактный спорткар производства Peugeot. Концепт-кар автомобиля впервые был представлен на Франкфуртском автосалоне-2007, предсерийная версия была показана там же в 2009 году. Продажи начались в мае 2010 года, сейчас автомобиль продаётся более чем в 80 странах мира. Сборка производится в Австрии на заводе «Magna Steyr», подразделении Magna International. В России продажи начались в июне 2010 года.
RCZ имеет коммерческий успех. 30 000-й автомобиль сошёл с конвейера 21 июня 2011 года.

## История
Изначально RCZ планировался как обычный концепт-кар, однако он получил хорошие оценки критиков, хорошо отозвались и простые покупатели. Поэтому Peugeot учли это и решили, что автомобиль стоит пустить в производство. Предсерийный образец был очень близок к оригинальной концепции в плане стиля и дизайна, тем не менее был внесён ряд поправок, таких как двойная выхлопная система справа, вместо центрального расположения у концепта.

## Спецификации
RCZ оснащается 3 двигателями — бензиновой 1,6-литровой рядной четвёркой с турбокомпрессором твин-скролл и прямым впрыском топлива 156 л. с. и 200 л. с. и 2,0-литровым дизельным агрегатом 160 л. с. (такая версия в России не продаётся). Коробки переключения передач — механическая или автоматическая шестиступенчатые трансмиссии. Передняя подвеска — МакФерсон, задняя — на продольных рычагах.

### Стандартное оборудование
В стандартной комплектации автомобиль оснащается активным задним спойлером, парктроником, системой ESP, двух-зонным климат-контролем и другими уже стандартными функциями.

### Дополнительные пакеты
- 19-дюймовые диски — цвет «Полуночный серебряный», «Чёрный Оникс»
- Monaco Kit — премиальная Hi Fi звуковая система JBL, биксеноновые фары с автоматической регулировкой высоты и омыватели.
- Elan Kit — 19" «Чёрный Оникс», карбоновая атласная чёрная крыша, черные зеркала заднего вида, чёрная блестящая решётка радиатора.
- Sportif Kit — 19", карбоновая бриллиантовая чёрная крыша, черные зеркала заднего вида, чёрная бриллиантовая решётка радиатора.

## RCZ Hybrid4 Concept
RCZ Hybrid4 — концепт-кар, имеющий полный привод, 2-литровый двигатель HDi FAP 161 л.с. (120 кВ) от 3008 спереди и электромотор, развивающий 36 л.с. (27 кВт), сзади. Объявленный расход топлива: 3,7 литра на 100 километров в смешанном цикле. Ожидаемые выбросы CO2 составляют 95 г / км. При покупке также ожидается бонус в размере 1000€.

## Награды
RCZ получил награду «Купе года» от журнала Top Gear в 2010 году и специальную премию «Дизайн» от журнала Auto Express в 2010 году, а также авторитетную награду от европейского центра дизайна «Red dot».